# Thierry Lhermitte
Thierry Lhermitte (Boulogne-Billancourt, 24 november 1952) is een Frans acteur.

## Leven en werk
In het theater was Lhermitte eind jaren zestig tot begin jaren zeventig actief in de groep van Romain Bouteille. Hij zou de planken van het Café de la Gare delen met Coluche, Michel Blanc Gérard Jugnot, Christian Clavier, Josiane Balasko, Patrick Dewaere, Miou-Miou, Gérard Lanvin, Gérard Depardieu en Anémone. 
Later was hij medestichter van het Parijse komische theatergezelschap Le Splendid die van eind jaren zeventig tot begin jaren tachtig in Parijse cafés en kleinkunsttheaters optrad. Ook Jugnot, Clavier, Balasko, François Berléand en Marie-Anne Chazel waren medestichters. 
In diezelfde periode begon Lhermitte in bescheiden filmrollen te verschijnen. Zijn eerste film was de anarchistische komedie L'An 01, het debuut van Jacques Doillon. Wat later volgden onder meer deelnames aan  Bertrand Bliers geruchtmakende Les Valseuses en aan twee vroege films van Bertrand Tavernier. In de loop der jaren werkte Lhermitte mee aan vele tientallen films, meestal komedies. Zo was hij te zien in komische films die geregisseerd of geschreven waren door oude kompanen zoals Jugnot, Blanc, Balasko en Chazel. Hij werkte dikwijls samen met regisseurs zoals Claude Zidi, Francis Veber, Patrice Leconte, Jean-Marie Poiré en Guillaume Nicloux. Zo speelde hij mee in twee populaire trilogieën mee, de Les Bronzés-reeks van Leconte en de Les Ripoux-reeks van Zidi.
In 1981 was hij de laureaat van de Prix Jean-Gabin, in 2001 werd hij ridder van het Legioen van Eer.
In 2014 vertolkte hij een hoofdrol in de televisieserie Les Témoins.

## Filmografie (selectie lange speelfilms)
- 1973: L'An 01 (Jacques Doillon)
- 1974: Les Valseuses (Bertrand Blier)
- 1974: C'est pas parce qu'on n'a rien à dire qu'il faut fermer sa gueule (Jacques Besnard)
- 1975: Que la fête commence (Bertrand Tavernier)
- 1975: On aura tout vu (Georges Lautner)
- 1977: Des enfants gâtés (Bertrand Tavernier)
- 1977: Vous n'aurez pas l'Alsace et la Lorraine (Coluche)
- 1978: Les Bronzés (Patrice Leconte)
- 1979: Les bronzés font du ski (Patrice Leconte)
- 1980: La Banquière (Francis Girod)
- 1981: Clara et les Chics Types (Jacques Monnet)
- 1981: L'Année prochaine... si tout va bien (Jean-Loup Hubert)
- 1981: Les hommes préfèrent les grosses (Jean-Marie Poiré)
- 1982: Légitime Violence (Serge Leroy)
- 1982: Le père Noël est une ordure (Jean-Marie Poiré)
- 1983: La Femme de mon pote (Bertrand Blier)
- 1983: Stella (Laurent Heynemann)
- 1983: Papy fait de la résistance (Jean-Marie Poiré)
- 1984: La Smala (Jean-Loup Hubert)
- 1984: Les Ripoux (Claude Zidi)
- 1985: Le Mariage du siècle (Philippe Galland)
- 1985: Les Rois du gag (Claude Zidi)
- 1986: Nuit d'ivresse (Bernard Nauer)
- 1987: Fucking Fernand (Gérard Mordillat)
- 1990: Promotion canapé (Didier Kaminka)
- 1990: Ripoux contre ripoux (Claude Zidi)
- 1990: Les Mille et Une Nuits (Philippe de Broca)
- 1991: La Totale! (Claude Zidi)
- 1992: Le Zèbre van Jean Poiret)
- 1993: Tango (Patrice Leconte)
- 1994: Grosse fatigue (Michel Blanc)
- 1994: Un Indien dans la ville (Hervé Palud)
- 1994: Elles n'oublient jamais (Christopher Frank)
- 1995: Tous les jours dimanche (Jean-Charles Tacchella)
- 1996: Fallait pas!... (Gérard Jugnot)
- 1997: Marquise (Véra Belmont)
- 1997: An American Werewolf in Paris (Anthony Waller)
- 1998: Le Dîner de cons (Francis Veber)
- 2000: Meilleur espoir féminin (Gérard Jugnot)
- 2000: Le Prince du pacifique (Alain Corneau)
- 2001: Le Placard (Francis Veber)
- 2001: And now... Ladies and Gentlemen (Claude Lelouch)
- 2001: Une affaire privée (Guillaume Nicloux)
- 2002: Le Divorce (James Ivory)
- 2002: Effroyables Jardins (Jean Becker)
- 2003: Cette femme-là (Guillaume Nicloux)
- 2003: Ripoux 3 (Claude Zidi)
- 2004: Au secours, j'ai trente ans! (Marie-Anne Chazel)
- 2005: L'Ex-femme de ma vie (Josiane Balasko)
- 2006: Les Bronzés 3 : Amis pour la vie (Patrice Leconte)
- 2007: L'invité (Laurent Bouhnik)
- 2007: La Clef (Guillaume Nicloux)
- 2009: Bancs publics (Versailles Rive-Droite) (Bruno Podalydès)
- 2012: Les Papas du dimanche (Louis Becker)
- 2012: Le noir (te) vous va si bien (Jacques Bral)
- 2013: Quai d'Orsay (Bertrand Tavernier)
- 2015: Nos femmes (Richard Berry)
- 2016: Ma famille t'adore déjà!

- Bibsys: 11030241
- Biblioteca Nacional de España: XX1553037
- Bibliothèque nationale de France: cb13896635k (data)
- Gemeinsame Normdatei: 142323160
- International Standard Name Identifier: 0000 0001 1438 0196
- Library of Congress Control Number: n97113127
- MusicBrainz: e2d2f886-76d6-4353-a40f-112e4bb1a7e4
- Nationale Bibliotheek van Tsjechië: xx0176935
- Nationale Bibliotheek van Israël: 987007315382805171
- Nationale Bibliotheek van Polen: a0000001283188
- Nederlandse Thesaurus van Auteursnamen: 118653253
- SNAC: w69030mt
- Système universitaire de documentation: 073342882
- Trove: 1449004
- Virtual International Authority File: 12491906
- WorldCat: E39PBJkD3fpQ96HVgD3g7twBfq